# کاس برد
کاس بِرد (زادهٔ ۱۹۷۴) هنرمند، عکاس و کارگردان است که در شهر نیویورک زندگی می‌کند و فعالیت دارد.

## نمایشگاه‌ها
برد آثار خود را به‌طور گسترده‌ای در سراسر ایالات متحده و خارج از کشور به نمایش گذاشته است. از جمله نمایشگاه‌های او می‌توان به فمینیسم جهانی در موزه بروکلین نیویورک (۲۰۰۷)، یوتوپیای لزبین جی‌دی در پروژه‌های دیچ نیویورک (۲۰۰۵) همراه با جی‌دی سمسون، کلبه چوبی در اسپیس آرتیستز نیویورک (۲۰۰۵)، جشنواره A&C برای هنرمندان نوظهور نیویورک، آینده ماکرو در موزه هنر معاصر رم ایتالیا و یک دقیقه نیویورکی در پالازو کاوور شهر تورین، ایتالیا اشاره کرد. برد همچنین در موزه بروکلین نمایشگاه داشته و آثار او در مجموعه دائمی این موزه نیز قرار دارند. او بخشی از پایگاه هنری فمینیستی مرکز الیزابت ای. سکلر برای هنر فمینیستی در موزه بروکلین بوده است. او نمایشگاه‌های انفرادی در کالونی هنری بروئری لس آنجلس و پروژه‌های دیچ نیویورک برگزار کرده است. آثار او همچنین در نمایشگاه‌های گروهی در نگارخانه اسپرینگ استریت نیویورک، کالکتیو دومبا بروکلین نیویورک، اسپیس آرتیستز، نیویورک، نگارخانه گریت هال کوپر یونیون نیویورک، گالری هنر زیبای یان لارسون نیویورک، مؤسسه وان، لس آنجلس و نیز جشنواره عکاسان نوظهور آرت + کامرس در ژاپن، مادرید و بروکلین به نمایش درآمده است. آثار برد در مجموعه دائمی موزه بروکلین و موزه هنر کالج اسمیت نگهداری می‌شوند. او در حال حاضر در نیویورک زندگی می‌کند و فعالیت دارد.

## عکاسی
کَس برد هنرمند، عکاس و کارگردان آمریکایی است که با آثار جسورانه‌اش در مد و هنر معاصر، نگاه نوینی به زنانگی و هویت ارائه می‌دهد. برد به‌عنوان عکاس مد، با نشریاتی چون مجله نیویورک تایمز، رولینگ استون، جی‌کیو، نایلون، اوت و پیپر همکاری کرده است. از دیگر مشتریان تجاری او می‌توان به شرکت عینک واربی پارکر، گپ، لیوایز، رَنگلر، ترو ریلیجن، نایکی و چمپیون اشاره کرد. او از بازیگران، مدل‌ها و موسیقی‌دانان، همچنین دوستان و خانوادهٔ خود عکاس گرفته است. از سوژه‌های شناخته‌شدهٔ او می‌توان به جی-زی، ام.آی.ای، پاز د لا هوئرتا، لی‌لی آلن، کارن السون، دنیل ردکلیف، فریا بی‌ها اریکاسن، داریا ورباوی، اندرو گارفیلد، آدام درایور و ویگو مورتنسن اشاره کرد. او به‌صورت جهانی توسط شرکت آرت + کامرس نمایندگی می‌شود.

## فیلم
برد نخستین تجربهٔ کارگردانی خود را با فیلمی برای برند مد سوفومور آغاز کرد. او سپس پروژه‌هایی برای لیوایز، جی. کرو، اربن اوت‌فیترز، رَنگلر، لیسی ترالی، ریوونتس، کدز، مایِت[usurped!] و اسکای فریرا تولید کرد. او همچنین فیلم‌هایی با حضور سوژه‌هایی مانند جی-زی، کیت بلانشت، و سلما هایک کارگردانی کرده است.

## انتشارات
در فوریهٔ ۲۰۱۲، برد کتابی با عنوان بازوحشی‌سازی با همکاری ناشر دامیانی منتشر کرد. عکاس‌های این کتاب در طی دو هفته در تابستان‌های ۲۰۰۹ و ۲۰۱۰ گرفته شدند و تمرکز آن بر محیط طبیعی جامعه‌ای هنری در تنسی است. سالی سینگر از مجلهٔ ووگ مقدمهٔ این کتاب را نوشته است. سینگر کتاب را این‌گونه معرفی می‌کند: «جشنی لطیف و زیرکانه برای زنانگی‌ای با نوارهایی بسیار مدرن.»

## زندگی شخصی
از سال ۲۰۰۳ تا ۲۰۲۲، کَس برد با نماینده رزرو استعداد، علی برد، در رابطه بود. آن‌ها با هم دو فرزند به نام‌های لئو و مِی دارند.
در ژوئیهٔ ۲۰۲۳، برد در اینستاگرام رابطه‌اش با جنا لیونز را اعلام کرد.